# Noach Flug
Eliyahu Noach Flug (hebräisch אליהו נח פלוג; * 1. Januar 1925 in Łódź, Polen als Eliasz Noach Flug; † 11. August 2011 in Jerusalem) war ein polnisch-israelischer Ökonom, Diplomat und Holocaust-Überlebender. Seine Tochter ist Karnit Flug, Gouverneurin der Israelischen Zentralbank.

## Leben
1939 wurde Noach Flug zusammen mit seiner Familie ins Ghetto Łódź deportiert. Im August 1944 folgte die Deportation in die Konzentrationslager Auschwitz, Groß-Rosen und Mauthausen.
Nach der Befreiung des Lagers Ebensee (Nebenlager des KZ Mauthausen) am 6. Mai 1945 durch die US Army beendete Noach Flug erfolgreich die Schule in Łódź und studierte Ökonomie dort und in Warschau.
1958 wanderte er mit seiner neu gegründeten Familie nach Israel aus. In seinem Berufsleben war er tätig als Ökonom und Diplomat, unter anderem in Zürich und Bonn.
Zuletzt war Noach Flug Präsident des Internationalen Auschwitz Komitees (IAK), Kurator der Jewish Claims Conference, Vorstandsmitglied der World Jewish Restitution Organization (W.J.R.O.), Vorstandsmitglied des Nationalen Zentrums für Psychosoziale Unterstützung von Holocaust-Überlebenden und deren Familien AMCHA (hebräisch für: Dein Volk) und der Gedenkstätte Yad Vashem. Außerdem war er Vorsitzender des gemeinsamen Zentrums der Organisationen der Holocaust-Überlebenden in Israel.
Aufsehen erregte Noach Flug in einem Offenen Brief vom 12. September 2006, in dem er den iranischen Präsidenten Mahmud Ahmadineschad nach Auschwitz einlud, um sich von der Existenz des Holocaust zu überzeugen: „Angesichts dieser Behauptung [der Holocaust sei ein Mythos] bin ich zu dem eindeutigen Schluss gekommen, dass Ihnen das erforderliche Wissen in dieser Frage fehlt, und ich hoffe sehr, dass Ihre Äußerungen mehr auf Ihr fehlendes Wissen als auf böswillige Absicht zurückzuführen sind. Vielleicht ist es an der Zeit, dass Sie Ihr Wissen in dieser Frage aufbessern.“
Gleichzeitig bat Flug, an der iranischen Holocaust-Konferenz teilnehmen zu dürfen, die Ahmadineschad im Dezember 2006 in Teheran abhielt: „Ich wäre dankbar, wenn ich eine Einladung erhielte, um als Leiter einer Delegation von Holocaust-Überlebenden aus Israel an dieser Konferenz teilzunehmen. Das wäre eine Gelegenheit, eine ernsthafte und sachdienliche Diskussion über diese Frage zu führen.“

## Ehrungen
Noach Flug war Träger des Großen Verdienstkreuzes des Verdienstordens der Bundesrepublik Deutschland, verliehen durch Bundespräsident Horst Köhler am 15. Juni 2006. Die Verleihung erfolgte für den „jahrzehntelangen Einsatz für die Interessen der Holocaust-Überlebenden und sein unablässiges Wirken für die Verständigung zwischen Juden und Nichtjuden sowie zwischen Israel und Deutschland“.

## Publikationen
- mit Martin Schäuble: Die Geschichte der Israelis und Palästinenser. Hanser, München/Wien 2007, ISBN 978-3-446-20907-7 (mit großem Info-Teil zum Nahost-Konflikt aus Karten, Zeittafel und Medientipps).

- Noach Flug: Bericht eines Zeitzeugen. In: Bettina Schaefer (Hg.): Lass uns über Auschwitz sprechen. Brandes & Apsel, Frankfurt am Main 2009. ISBN 978-3-86099-391-0.

- Bettina Schaefer (Hg.): Ich bleibe Optimist, trotz allem – Erinnerungen an Noach Flug. jetztzeit verlag, Hamburg 2014. ISBN 978-3-9814389-4-9.